# Handball Käerjeng
 (avril 2013).
Si vous disposez d'ouvrages ou d'articles de référence ou si vous connaissez des sites web de qualité traitant du thème abordé ici, merci de compléter l'article en donnant les références utiles à sa vérifiabilité et en les liant à la section « Notes et références ».
Maillots
Le Handball Käerjeng, anciennement HBC Bascharage, est un club de handball situé à Bascharage. Le club possède une équipe masculine jouant en Ligue de championnat.

## Histoire

Logo du HBC Bascharage